# Irma Testa
Irma “Butterfly” Testa (nacida el 28 de diciembre de 1997) es una boxeadora italiana. Compitió en los Juegos Olímpicos de Verano de 2016, y ganó una medalla de bronce en el evento de peso pluma femenino en los Juegos Olímpicos de Verano de 2020.
En 2021 salió del armario como queer.